# 그놈이 그놈이다
《그놈이 그놈이다》는 2020년 7월 6일부터 2020년 9월 1일까지 방송된 KBS 2TV 월화 드라마이다.

## 기획 의도
'그놈이 그놈'이기에 '비혼주의자'가 된 한 여자가 어느 날 상반된 매력의 두 남자로부터 직진 대시를 받으면서 벌어지는 아슬아슬한 싱글족 사수 판타지 로코 드라마

## 방송 시간
| 방송 채널 | 방송 기간                                            | 방송 시간                           | 방송 분량                                        |
| --------- | ---------------------------------------------------- | ----------------------------------- | ------------------------------------------------ |
| KBS 2TV   | 2020년 7월 6일 [1회] & 2020년 7월 7일 [2회] (본방송) | 매주 월요일, 화요일 밤 9:30 ~ 10:40 | 1시간 10분 (1회당 1부, 2부 각각 35분씩 분할방송) |
| KBS 2TV   | 2020년 7월 13일 ~ 2020년 9월 1일 [3회~16회] (본방송) | 매주 월요일, 화요일 밤 9:30 ~ 10:40 | 1시간 10분 (1회당 1부 40분, 2부 30분 분할방송)   |

## 등장인물

### 주요 인물
- 황정음 : 서현주(환생 후)/송민주(환생 전)(여, 34세) 역 - 비혼주의자, 웹툰 기획팀장. (아역 : 주예림, 이채윤)
- 윤현민 : 황지우(환생 후)/강진호(환생 전)(남, 37세) 역 - 선우제약 대표이사, 서윤의 옛연인.
- 서지훈 : 박도겸/정우영 (남, 28세) 역 - 스타 웹툰 작가
- 최명길 : 김선희/김수정 (여, 56세) 역 - 국내 최고 의료 기관인 세종 의료 재단 이사장, 서윤의 어머니. (아역 : 김다예)
- 조우리 : 한서윤 (여, 30세) 역 - 세종 의료 재단 이사장 선희의 딸, 빼어난 미모에 더 빼어난 애티튜드. 지우의 옛연인.

### 현주 주변인물
- 김규선 : 송진아 (여, 34세) 역 - 이혼녀, 비독점 다자연애주의자. 한 마디로 자유연애 신봉자. 학원강사.
- 송상은 : 강민정 (여, 34세) 역 - 기혼녀, 전업주부.
- 노수산나 : 오영은 (여, 34세) 역 - 미혼녀, 프리랜서 기자.
- 황영희 : 정영순 (여, 50대) 역 - 현주의 어머니, 딸 잘 커, 남편 잘해, 노후 준비 탄탄해, 남들이 볼 때는 맘 편하고 팔자 좋은 주부.
- 서현철 : 서호준 (남, 50대) 역 - 현주의 아버지, 동글동글 귀엽고 가정적이며 스스로 와이프에게 잡혀 산다. 특히 대한민국 대표 딸바보로서 30여 년을 살아왔다. 요새 유일한 고민거리는 사랑스러운 내 딸의 비혼 행보.
- 송진우 : 김관장 (남, 34세) 역 - 진아의 前 남편, 현주가 다니는 복싱 클럽 관장.
- 김도연 : 오지환 (남, 28세) 역 - 도겸의 중학교 친구, 복세편살 욜로의 아이콘.

### 선우제약 사람들
- 이황의 : 남유철 (남, 50대) 역 - 지우의 비서
- 황만익 : 김팔도 (남, 40대) 역 - 웹툰 PD
- 백주희 : 조미옥 (여, 40대) 역 - 웹툰 PD, 슬하에 1남 1녀를 둔 워킹맘.
- 유정래 : 홍보희 (여, 30대) 역 - 웹툰 PD

### 마이툰 사람들
- 인교진 : 인교석 역 - 마이툰 웹툰사업부 본부장, 6년 전, 현주가 지원한 마이툰 주최 웹툰공모전에서 현주의 기획력을 보고 그녀를 웹툰PD로 스카웃했다. 실력보단 입으로 본부장까지 오른 인물로 능력 있는 현주를 견제해 툭하면 그녀에게 시비를 건다.
- 한다솔 : 김다은 (여, 29세) 역 - 마이툰 웹툰 PD, 현주를 존경하는 밝고 능력 있는 후배. 5년 연애 끝 곧 결혼 예정이다.
- 조현식 : 강은재 (남, 30대) 역 - 마이툰 웹툰 PD, 현주를 존경하는 든든한 후배. 3년 차 딸바보. 사회력 102% 눈치 백단의 소심한 소시민이지만 결정적인 순간에는 현주의 든든한 지원군이 되어준다.

### 그 외 인물
- 김다예 : 김수정 역 - 선희의 과거 모습, 진호의 대학 후배.
- 서성종

### 특별출연
- 이종혁 : 현주의 맞선남 역
- 이시언 : 오작가 역 - 이름 오시언, 현주 담당 마이툰 웹툰 작가, 아이돌 유나의 열성팬이다.
- 이말년 : 이 작가 역 - 현주 담당 마이툰 웹툰 작가, 엄청난 결벽증이 있다.
- 주호민 : 주 작가 역 - 현주 담당 마이툰 웹툰 작가, 기력이 약해서 잘 조는 편이다.
- 강동호 : 결혼식 하객 역
- 윤선우 : 현주의 전 남자친구 역
- 베리굿 : Angel 역
- 조현 : 유나 역
- 신세휘 : 유교걸 역 - 웹툰 작가
- 우현주 : 유교걸의 엄마 역

## 시청률
최저 시청률과 최고 시청률은 시청률 조사회사와 지역별로 시청률에 차이가 있을 수 있습니다.
| 2020년 | 2020년   | 2020년         | 2020년         | 2020년       | 2020년 |
| 회차   | 방송일   | TNmS 시청률    | AGB 시청률     | AGB 시청률   |        |
| 회차   | 방송일   | 대한민국(전국) | 대한민국(전국) | 서울(수도권) |        |
| ------ | -------- | -------------- | -------------- | ------------ | ------ |
| 제1회  | 7월 6일  | 3.1%           | 2.7%           | -            |        |
| 제1회  | 7월 6일  | 4.4%           | 3.9%           | -            |        |
| 제2회  | 7월 7일  | -              | 2.7%           | -            |        |
| 제2회  | 7월 7일  | 5.1%           | 4.4%           | -            |        |
| 제3회  | 7월 13일 | -              | 2.6%           | -            |        |
| 제3회  | 7월 13일 | -              | 3.8%           | -            |        |
| 제4회  | 7월 14일 | -              | 2.3%           | -            |        |
| 제4회  | 7월 14일 | -              | 3.3%           | -            |        |
| 제5회  | 7월 20일 | -              | 2.2%           | -            |        |
| 제5회  | 7월 20일 | -              | 3.4%           | -            |        |
| 제6회  | 7월 21일 | -              | 2.0%           | -            |        |
| 제6회  | 7월 21일 | -              | 3.3%           | -            |        |
| 제7회  | 7월 27일 | -              | 2.1%           | -            |        |
| 제7회  | 7월 27일 | -              | 3.1%           | -            |        |
| 제8회  | 7월 28일 | -              | 2.4%           | -            |        |
| 제8회  | 7월 28일 | -              | 3.8%           | -            |        |
| 제9회  | 8월 3일  | -              | 2.1%           | -            |        |
| 제9회  | 8월 3일  | -              | 3.2%           | -            |        |
| 제10회 | 8월 4일  | -              | 2.2%           | -            |        |
| 제10회 | 8월 4일  | -              | 3.3%           | -            |        |
| 제11회 | 8월 10일 | %              | 2.7%           | %            |        |
| 제11회 | 8월 10일 | %              | 3.3%           | %            |        |
| 제12회 | 8월 11일 | %              | 2.3%           | %            |        |
| 제12회 | 8월 11일 | %              | 3.1%           | %            |        |
| 제13회 | 8월 17일 | %              | 1.7%           | %            |        |
| 제13회 | 8월 17일 | %              | 2.8%           | %            |        |
| 제14회 | 8월 18일 | %              | 2.1%           | %            |        |
| 제14회 | 8월 18일 | %              | 2.8%           | %            |        |
| 제15회 | 8월 31일 | %              | 2.2%           | %            |        |
| 제15회 | 8월 31일 | %              | 3.1%           | %            |        |
| 제16회 | 9월 1일  | %              | 2.8%           | %            |        |
| 제16회 | 9월 1일  | %              | 3.1%           | %            |        |

## 결방 사유
- 2020년 8월 24일 & 2020년 8월 25일 : 《코로나19》 재확산 여파로 인해 결방.

## OST
다음은 오리지널 사운드트랙(OST) 싱글 앨범에 포함된 곡들이며, 정렬기준은 출시 순입니다.
- Part.1 에릭남 - Count On Me 2020.07.13 발매
- Part.2 김나영 - 봄날을 사랑한 겨울처럼 2020.07.20 발매
- Part.3 모트 (Motte) - 몹시 좋다 2020.07.27 발매
- Part.4 스탠딩 에그 - 더는 서툴지 않게 2020.08.04 발매
- Part.5 노아 (NOAH) - 우리의 이별은 거짓말 같아 2020.08.10 발매
- Part.6 초아 - 난 여기 있어요 2020.08.11 발매

## 동시간대 드라마
- MBC 월화 드라마

《저녁 같이 드실래요?》 (2020년 5월 25일 ~ 2020년 7월 14일)
- tvN 월화드라마

《(아는 건 별로 없지만) 가족입니다》 (2020년 6월 1일 ~ 2020년 7월 21일)
- JTBC 월화 드라마

《모범형사》 (2020년 7월 6일 ~ 2020년 8월 25일)
- SBS 월화드라마

《브람스를 좋아하세요?》 (2020년 8월 31일 ~ 2020년 10월 20일)